# サランドラ (イタリア)
サランドラ（イタリア語: Salandra）は、イタリア共和国バジリカータ州マテーラ県にある、人口約2,700人の基礎自治体（コムーネ）。

## 地理

### 位置・広がり

#### 隣接コムーネ
隣接するコムーネは以下の通り。
- フェッランディーナ
- ガラグーゾ
- グラッサーノ
- グロットレ
- サン・マウロ・フォルテ